# Marcelle Meyer

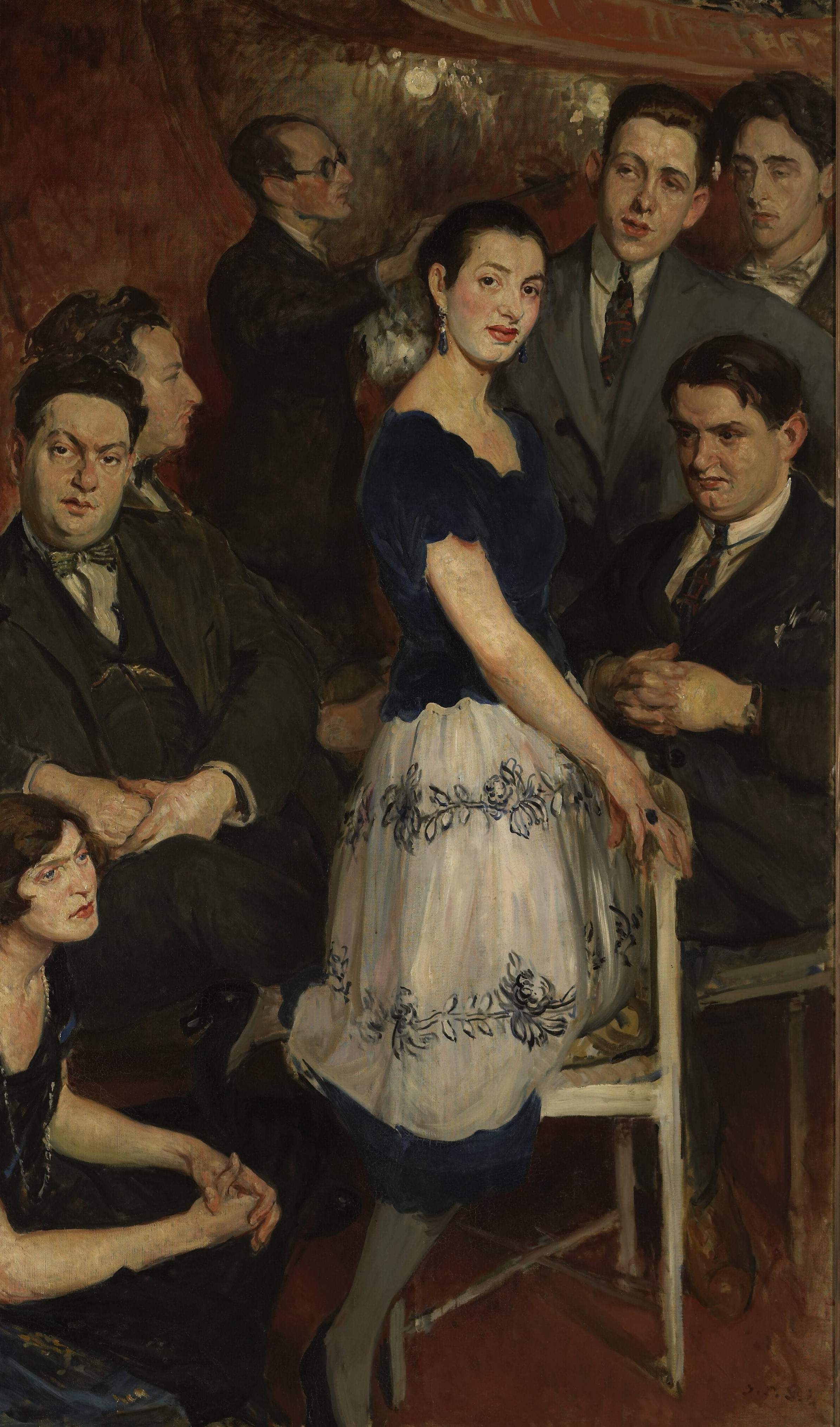
Le Groupe de six, olio su tela, museo belle arti di Rouen, Francia.
Al centro : pianista Marcelle Meyer.
Dal basso verso l'alto: Germaine Tailleferre, Darius Milhaud, Arthur Honegger, Louis Durey.
A destra: Georges Auric, Francis Poulenc, Jean Cocteau.

Marcelle Meyer (Lilla, 22 maggio 1897 – Parigi, 17 novembre 1958) è stata una pianista francese.

## Biografia
Seconda figlia di un venditore all'ingrosso, riceve le sue prime lezioni dalla sorella maggiore Germaine, riuscendo ad entrare al Conservatorio di Parigi all'età di 14 anni, nella classe di Marguerite Long. Dopo soli due anni, però, decide di spostarsi nella classe di Alfred Cortot, il quale ben presto la fa arrivare a grandi risultati. In seguito ad un breve periodo sotto l'insegnamento di Ricardo Viñes, con il quale si avvicina alla musica ispanica e a Ravel, scopre l'opera di Erik Satie attraverso il marito, l'attore Pierre Bertin che aveva sposato nel 1917. Collabora da vicino anche con Debussy, del quale esegue il primo recital in assoluto interamente dedicato a Debussy, comprendente i suoi Préludes, eseguito presso la Salle Gaveau.
Nel 1918, dopo la prematura scomparsa di Debussy, fa amicizia con i componenti del Gruppo dei Sei e più in particolare con Francis Poulenc, assieme al quale esegue le première della Sonata per pianoforte a quattro mani. Nello stesso periodo esegue le prime di diversi lavori dell'amico Poulenc, come Impromptus (Bruxelles, 1921), Napoli (maggio 1926) e Melancolie (maggio 1941); sempre con Poulenc registra i Valses Romantiques di Emmanuel Chabrier. Suona poi anche lavori di Louis Durey (Images a Crusoë) e di Georges Auric (Carillons et Neige). Nel fibrillante ambiente parigino stringe amicizia, oltre che con lo stesso Ravel, anche con Igor' Fëdorovič Stravinskij e con Sergej Djagilev. Il primo le fa registrare il suo Piano rag music (Londra, 1925) e la Serenade pour piano; il secondo la invita a suonare alla première di Parade di Erik Satie.

### L'attività concertistica
Gradatamente la sua attività si fa più intensa, iniziano le collaborazioni con le orchestre e viene invitata da grandi direttori, quali Willem Mengelberg, Thomas Beecham, Ernest Ansermet, Adrian Boult, Pierre Monteux. Nel 1930 è invitata da Richard Strauss al Festival di Salisburgo per eseguire la parte di pianoforte del suo Burleske. Nel 1937 alla Esposizione internazionale di Parigi esegue la prima di Scaramouche.
La guerra e l'Italia
Avendo divorziato da Pierre Bertin nel 1927 sposa l'avvocato italiano Carlo Di Vieto, con il quale ha una seconda figlia e con il quale si trasferisce a Roma Dopo essersi stabilita definitivamente in Italia, la sua collaborazione con compositori contemporanei non si fermò, estendendosi a Luigi Dallapiccola, Goffredo Petrassi e Alfredo Casella, solo per citarne alcuni. Il suo legame con la Francia, però, non si estinse: nel 1941 la ritroviamo a Parigi ad eseguire Les Noces di Stravinskij nella versione per 4 pianoforti, assieme a Poulenc, a Jacques Février e al compositore stesso.
Per tutti gli anni '50, fino alla morte, continuò la sua attività concertistica assieme a direttori come Herbert von Karajan, Dimitri Mitropoulos e Hermann Scherchen. In questo periodo registrò anche opere non contemporanee, si ricordino le sue registrazioni di François Couperin, Jean-Philippe Rameau, Domenico Scarlatti, Johann Sebastian Bach, Mozart e Schubert.
Marcelle Meyer muore a Parigi, a casa della sorella Germaine Survage, a seguito di un attacco cardiaco il 17 novembre 1958.
Marcelle Meyer può essere ammirata in un dipinto di Jacques-Émile Blanche, rappresentata assieme ai suoi amici del Gruppo dei Sei. Il dipinto è di proprietà del Museo delle Belle Arti di Rouen.